# Trochalopteron
Trochalopteron is een geslacht van vogels uit de familie Leiothrichidae. In het Nederlands worden deze vogels lijstergaaien worden genoemd (in het Engels laughingthrushes). Ze vormen een grote groep zangvogels die voorkomen in tropisch Azië. De meeste soorten komen voor in het Himalayagebied, het zuiden van China en in Indochina. Het zijn slanke, middelgrote vogels met flodderig uitziende staarten en een donzig verenkleed. De vogels foerageren voornamelijk op de grond en het zijn daarom slechte vliegers, met ronde vleugels. Het zijn zelden trekvogels.
Niet alle lijstergaaien zijn ingedeeld bij het geslacht Trochalopteron. Ook de meeste soorten in de geslachten Garrulax, Grammatoptila, Ianthocincla, Montecincla en Pterorhinus worden lijstergaaien genoemd.

## Soorten
Het geslacht kent de volgende soorten:
- Trochalopteron affine  – Zwartmaskerlijstergaai
- Trochalopteron austeni  – Bruinkaplijstergaai
- Trochalopteron chrysopterum  – Assamlijstergaai
- Trochalopteron elliotii  – Elliots lijstergaai
- Trochalopteron erythrocephalum  – Roodkoplijstergaai
- Trochalopteron formosum  – Roodvleugellijstergaai
- Trochalopteron henrici  – Prins Henry's lijstergaai
- Trochalopteron imbricatum  – Bhutanlijstergaai
- Trochalopteron lineatum  – Borstellijstergaai
- Trochalopteron melanostigma  – Zilveroorlijstergaai
- Trochalopteron milnei  – Roodstaartlijstergaai
- Trochalopteron morrisonianum  – Morrisonlijstergaai
- Trochalopteron ngoclinhense  – Geelvleugellijstergaai
- Trochalopteron peninsulae  – Maleise lijstergaai
- Trochalopteron squamatum  – Blauwvleugellijstergaai
- Trochalopteron subunicolor  – Goudvleugellijstergaai
- Trochalopteron variegatum  – Prachtlijstergaai
- Trochalopteron virgatum  – Streepkaplijstergaai
- Trochalopteron yersini  – Roestkraaglijstergaai